# Bachkanal
Bachkanal ist ein Fachbegriff aus dem Wasserbau und bezeichnet einen eingewölbten Wasserlauf, dessen Quellwasser zur Spülung und Abfuhr von Fäkal- und Regenwasser herangezogen wird. 

## Geschichte
Die Idee, Bachläufe zur Spülung von Kanälen zu verwenden und durch die Verbauung einen adäquaten Hochwasserschutz zu errichten, hatten schon die griechischen Ingenieure. So entstand das spätere Kanalsystem in Athen um einen eingewölbten Bach, den Eridanos. Auch für die Entwicklung Roms spielte die Nutzung von Bachkanälen eine wichtige Rolle. So wurde eine Entwässerungsanlage, die in den Tiber mündete, im Lauf der Zeit auch zur Abfuhr von menschlichen und tierischen Fäkalien genutzt. Das Wachstum Roms bewirkte schließlich, dass immer mehr Kanäle an die Vorflut angeschlossen wurden, und der Bachkanal zum größten römischen Sammelkanal (Cloaca Maxima) wurde.  
In der Regel beginnt die Umwandlung eines Baches in einen Bachkanal durch die Verbauung der Ufer. Danach wird der Wasserlauf parallel zur Stadtentwicklung zunächst teilweise, später vollständig eingewölbt und zur Ableitung von Fäkalwässern herangezogen.